# Scuola pitagorica reggina
La Scuola pitagorica reggina (o Scuola pitagorica di Reggio) fu una tra le più importanti scuole pitagoriche della Magna Grecia, sorta nella città di Rhegion (Reggio Calabria) tra il VI e il V secolo a.C.

## Le scuole di Pitagora
La Scuola pitagorica (o Italica) fondata da Pitagora a Crotone - le cui teorie si diffusero anche oltre la Magna Grecia fino in Lazio e in Etruria - sorse come associazione di carattere religioso e politico oltre che filosofico, e fu indirettamente collegata anche alla Scuola Medica e alla Scuola Atletica.
Il carattere politico della scuola però, che appoggiava i governi aristocratici delle città greche dell'Italia, ne determinò anche la rovina; quando si sviluppò un movimento democratico contro tali governi i pitagorici furono scacciati da Crotone, stanziandosi nelle varie città della Magna Grecia, diffondendo attraverso i loro cenacoli l'amore e il culto per la filosofia, l'arte, la poesia.
A Reggio, al tempo di Anassila, sorse una delle più grandi scuole pitagoriche, che diede lustro alla città facendola risplendere per le arti e la letteratura con effetti positivi anche sui costumi, sulle idee e sulla legislazione repubblicana.
Fu anche merito delle Scuole che sorsero a Crotone, Reggio, Locri e in altri centri minori se la Magna Grecia poté dare dimostrazione della livello di cultura e del grado di civiltà raggiunti.

## La scuola filosofica di Reggio
Tra i filosofi pitagorici reggini ricordiamo:
- Pitone, cittadino di Reggio vissuto al tempo di Dionigi I di Siracusa, che si sacrificò per difendere la sua città dagli attacchi del tiranno siracusano;
- Butera Lico, considerato padre adottivo del poeta tragico Licofrone che pare[senza fonte] sia stato ucciso per gli inganni tramati da Demetrio Falereo;
- non meno noto il filosofo Ippone, accusato di ateismo anche dallo stesso Aristotele, forse a causa del modo di vivere corrotto che conduceva;
- filosofo, oratore, storico e poeta fu Ippi, vissuto ai tempi di Dario e Serse, autore di una storia sulla Sicilia, di un trattato sulle origini italiche e di tre libri di dicerie oziose; nessuna traccia è rimasta dei precetti morali di cui fu autore il filosofo reggino Astilo, mentre dei filosofi pitagorici Aristide, Atosione, Opsimo, Euticle e Mnesibolo conosciamo solo i nomi

## Legislatori reggini
Tra i cittadini illustri di Reggio della Magna Grecia, si annoverano coloro che si distinsero nella formulazione delle leggi destinate non solo ai propri concittadini, ma anche alle popolazioni delle altre città dell'intera regione.
Dei legislatori reggini sono accertati solo sei nomi, ma molto probabilmente ve ne sono stati molti altri, ai quali non si attribuisce la cittadinanza reggina in quanto per vari motivi divenuti famosi in località diverse da quella natìa.
- Primo in ordine cronologico, pare sia stato Androdamo. Secondo quanto detto da Aristotele nel secondo libro della Politica, egli scrisse leggi per i Calcidesi che vivevano nella Tracia. L'unica sua opera giunta ai posteri è una raccolta di leggi intitolata "De caede et de haereditatibus".
- Intorno alla centesima Olimpiade visse l'altro filosofo e legislatore Teeteto. Secondo alcuni critici storici fu amico di Platone il quale gli intitolò il libro primo della Scienza.
- Ancora meno notizie si hanno di Elicaone e di Fitio citati da Giamblico, fondatore della scuola neoplatonica siriaca, nel suo libro "De secta Pythagoreorum", come fondatori delle Repubbliche Reggine, poiché ebbero il compito di procedere alla riforma delle leggi e degli ordinamenti che venivano superati di volta in volta dal succedersi degli eventi.
- Altri due illustri filosofi e legislatori reggini furono Aristocrate, di cui si tratta in un capitolo della vita di Pitagora di Giamblico, e Ipparco che, vissuto intorno al 380 a.C., venne espulso dalla Scuola Pitagorica per averne reso noti i segreti iniziatici. Per questo motivo fu considerato morto prima di esserlo e gli fu dedicata una colonna sepolcrale. Anche Liside con una sua lettera lo rimproverò, dopo l'espulsione, pregandolo di essere diverso perché anche lui non fosse costretto a considerarlo morto. Di lui Stobeo ha lasciato molte sentenze relative alla sua personalità e alla sua onestà.

## La scuola lirica di Reggio
Nell'etica della dottrina pitagorica trovò fondamento la Scuola Lirica di Reggio, che vantò la creazione di un nuovo mondo poetico, pieno di luce e di incanto, intriso di finalità spirituale che innalzò la poesia ad un livello superiore, attribuendo alla Scuola una posizione di rilievo nei confronti delle altre.
A dar lustro alla scuola sono stati soprattutto Toagene (o Teagene), Glauco e Ibico.
- Di Toagene, critico letterario, non esistono opere originali in versi, ma fu, comunque uno dei più antichi interpreti di Omero, nel cui poema egli ravvisò numerose allegorie. Si dà per certo che fu cittadino di Reggio, mentre non si hanno notizie attendibili riguardo all'anno di nascita che, secondo alcuni, si aggira intorno al 529-522 a.C.
- Glauco lasciò ai posteri, con l'opera Intorno agli antichi musici e poeti, un prezioso documento[1]. I pochi frammenti che sono pervenuti sono sufficiente testimonianza della fama da lui raggiunta nella poesia, nella musica, e nel canto, che gli ha consentito di essere considerato il poeta più vicino a Ibico, che, a sua volta, fu il più grande rappresentante della Scuola Lirica, uno dei maggiori lirici della Grecia, i cui versi furono tenuti in così tanta considerazione da essere oggetto di studio da parte dei giovani.
- Ibico raggiunse il massimo splendore in Reggio, sua cittadina natale, nella prima metà del V secolo a.C. Pare che abbia scritto 60 libri in versi, in lingua dorica, molto vicini, per sentimento e metrica, a quelli di Anacreonte, conosciuto dal poeta alla corte di Policrate. Il contenuto della lirica di Ibico è essenzialmente erotico tanto da essere accusato di essere un corruttore della gioventù. Cantò gli amori di Talo e di Radamanto, gli eroi della guerra di Troia, la dea Artemide, venerata a Reggio e, secondo alcuni storici, fu inventore di uno strumento musicale, di forma triangolare, chiamato Ibicino.
La vita del grande poeta si perde spesso nei meandri della mitologia tanto da far sorgere, in alcuni, dubbi sulla sua esistenza. Si innamorò di Nereide, una giovane ateniese, promessa però in sposa, dal padre, al ricco Euforione. La giovane, che contraccambiava l'amore di Ibico, fingendosi consenziente al desiderio del padre, cercò in tutti i modi di rimandare la celebrazione delle nozze. Un atteggiamento di collera di Euforione verso uno schiavo che aveva rotto un vaso fece venir meno il matrimonio, mentre Ibico, su consiglio di Nereide si recò dall'oracolo Anfiarao, dio dei sogni, per chiedere la guarigione di un male agli occhi e per avere notizie sul suo futuro. Giunto al tempio, Ibico ottenne la guarigione dopo aver strofinato gli occhi con l'acqua della fontana di Anfiarao, ma non buon auspici per il matrimonio. Ibico, noncurante del parere dell'oracolo, partì per Atene per sposare la giovane, ma smarritosi nell'aperta campagna, fu trucidato dai ladroni.
Sempre secondo la leggenda, invocò, prima di morire, la testimonianza di uno stormo di gru che era di passaggio nel tragico momento. Grazie ad esse fu facile arrestare e condannare a morte gli assassini, che nel mercato di Atene, vedendo passare le gru, si tradirono additandole ai loro amici come i testimoni di Ibico.
- Non è da trascurare l'importanza avuta da Cleomene, un altro poeta reggino, anche se non ha fatto parte della Scuola Lirica di Reggio. Fu contemporaneo e amico di Alessandro Magno, al quale, sembra abbia scritto delle lettere in cui non tratta di poesia ma di bagordi. Anche se di lui non sono giunti frammenti, viene ricordato come autore di ditirambi, di un commento al poema di Esiodo e di qualche biografia dello stesso.

## La scuola di scultura a Reggio
(Plinio il Vecchio, riguardo a Pitagora di Reggio)

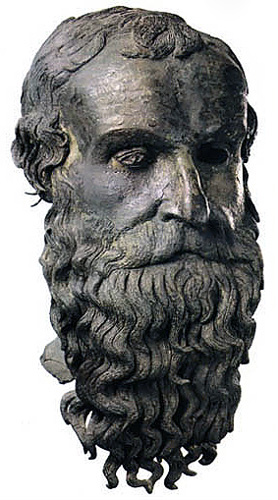
La Testa del Filosofo, parte di una statua bronzea custodita al Museo nazionale della Magna Grecia di Reggio è un probabile ritratto di Pitagora di Samo

Oltre alla Scuola Lirica, Reggio fu sede anche di una Scuola di Scultura, attraverso la quale si distinse anche nell'arte su tutte le altre città della Magna Grecia.
I più importanti esponenti furono Clearco e Pitagora da Reggio, ai quali è da aggiungere Learco, vissuto molto tempo prima di loro, considerato il precursore della Scuola di Scultura Reggina.
- Clearco, discepolo di Eurichio di Corinto fu il fondatore della Scuola e a lui fu attribuita la statua di Giove in bronzo che si trova a Sparta nel tempio di Atena Calcica, considerata la più antica del genere poiché risulta costituita non di un solo pezzo ma di più placche inchiodate tra loro, tecnica già utilizzata da Learco, così arcaica da indurre ad affermare che la statua fosse la più antica opera realizzata in bronzo.
- Suo illustre discepolo fu Pitagora di Reggio, che superò non soltanto il suo maestro, ma tutti gli scultori vissuti prima di lui tanto da essere annoverato tra i cinque più celebri statuari greci vissuti dopo Fidia. Egli è autore di celebri opere tra cui l'Apollo che uccide il serpente Pitone di Crotone, i Fratricidi (identificati nei Bronzi di Riace[3]) di Argo, l'Europa su Toro di Taranto, il Filottete di Siracusa, la Quadriga di Mnaseas di Cirene.